# Tchamba (Cameroun)
Tchamba (ou Tschamba, Djamba, Tschambā, Jamba) est un village du Cameroun situé dans la région du Nord, le département du Faro, l’arrondissement de Beka, au pied des monts Atlantika, à proximité de la frontière avec le Nigeria. Il fait partie du lamidat du même nom.

## Population
Lors du recensement de 2005, le village comptait 1 248 habitants.
On y parle notamment le samba leko, une langue de l'Adamoua.